# Debalo

Debalo est une localité du Soudan du Sud située dans l'État fédéré du Nil Supérieur sur la rive occidentale du Nil Blanc, entre Malakal au sud et Kodok au nord. Le village est peuplé par des membres de l'ethnie Shilluk.